# Naranjo de Guayaquil
Naranjo de Guayaquil es un caserío peruano ubicado en el distrito de Frías, perteneciente a la provincia de Ayabaca del departamento de Piura, al norte del Perú.

## Ubicación
Naranjo de Guayaquil se ubica al suroeste de la provincia de Ayabaca, en el distrito de Frías, en el departamento de Piura.

## Demografía
En 2017 Naranjo de Guayaquil tenía una población de 87 habitantes.